# Баррас (Бразилия)

Баррас на карте штата.

Баррас (порт. Barras) — муниципалитет в Бразилии, входит в штат Пиауи. Составная часть мезорегиона Север штата Пиауи. Входит в экономико-статистический микрорегион Байшу-Парнаиба-Пиауиенси. Население составляет 44 850 человек на 2010 год. Занимает площадь 1719,798 км². Плотность населения — 26,08 чел./км².

## Демография
Согласно сведениям, собранным в ходе переписи 2010 г. Национальным институтом географии и статистики (IBGE), население муниципалитета составляет:
| Полное население                               | Полное население                               | Полное население                               | Полное население                               | 44 850 |
| ---------------------------------------------- | ---------------------------------------------- | ---------------------------------------------- | ---------------------------------------------- | ------ |
| в том числе:                                   | Городское население                            | 22 126                                         | Процент городского населения, %                | 49,33  |
|                                                | Сельское население                             | 22 724                                         | Процент сельского населения, %                 | 50,67  |
|                                                | Мужское население                              | 22 566                                         | Процент мужского населения, %                  | 50,31  |
|                                                | Женское население                              | 22 284                                         | Процент женского населения, %                  | 49,69  |
| Плотность населения, чел/км²                   | Плотность населения, чел/км²                   | Плотность населения, чел/км²                   | Плотность населения, чел/км²                   | 26,08  |
| Население муниципалитета в % к населению штата | Население муниципалитета в % к населению штата | Население муниципалитета в % к населению штата | Население муниципалитета в % к населению штата | 1,44   |

По данным оценки 2016 года, население муниципалитета составляет 46 072 жителя.

## Статистика
- Валовой внутренний продукт на 2003 год составляет 58 686 996 реалов (данные: Бразильский институт географии и статистики).
- Валовой внутренний продукт на душу населения на 2003 год составляет 1397,98 реалов (данные: Бразильский институт географии и статистики).
- Индекс развития человеческого потенциала на 2000 год составляет 0,581 (данные: Программа развития ООН).